# 硒化铕
硒化铕是一种无机化合物，化学式为Eu2Se3，它是铕的硒化物之一，可由硒和铕在高温反应得到。它和二硒化锗共熔，可以形成Eu2GeSe5和Eu2Ge2Se7。它和铀、二硒化铀在高温反应，可以得到EuU2Se5。